# Criminal: Franciaország
A Criminal: Franciaország egy 2019-ben bemutatott francia nyelvű rendőrségi antológiai sorozat, amelyet Kay Smith és Jim Field Smith készített. A sorozat főszereplői Nathalie Baye, Jérémie Renier és Sara Giraudeau. Ez egy 12 epizódból álló sorozat részét képezi, három epizódot négy különböző országban készítenek, és a helyi nyelveken forgatják: Franciaországban, Spanyolországban, Németországban és az Egyesült Királyságban. A sorozat 2019. szeptember 20-án jelent meg a Netflixen.

## Epizódok
| #  | Cím      | Rendező          | Író                                              | Premier                                   |
| -- | -------- | ---------------- | ------------------------------------------------ | ----------------------------------------- |
| 1. | Émilie   | Frédéric Mermoud | Frédéric Mermoud, Mathieu Missoffe és George Kay | 2019. szeptember 20. 2019. szeptember 20. |
| 2. | Caroline | Frédéric Mermoud | Antonin Martin-Hilbert                           | 2019. szeptember 20. 2019. szeptember 20. |
| 3. | Jérôme   | Frédéric Mermoud | Mathieu Missoffe                                 | 2019. szeptember 20. 2019. szeptember 20. |